# 조셉 스미스 주니어
조셉 스미스 주니어(조셉 스미스 이세, Joseph Smith, Jr., 1805년 12월 23일 ~ 1844년 6월 27일)는 예수 그리스도 후기성도 교회의 초대 회장이다. 후기성도들은 그를 선지자로 여긴다. 하나님으로부터 수많은 계시를 받았다고 주장했으며, 몰몬경(1830), 교리와 성약, 값진 진주 등의 경전을 출판하였다.

## 생애

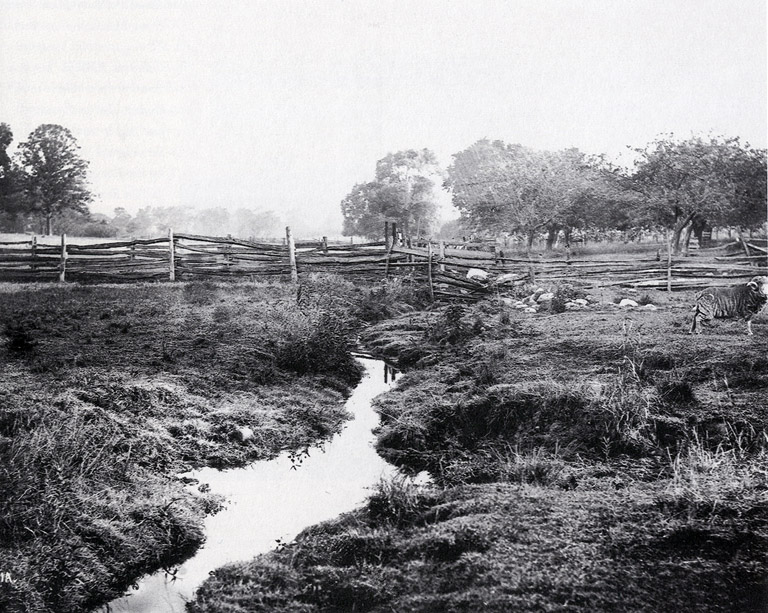
뉴욕주 맨체스터에 있던 조셉 스미스 가족의 농장

조셉 스미스 주니어는 가난한 농부인 조셉 스미스 시니어와 루시 맥 스미스의 슬하에 1805년 버몬트주 샤론에서 9자녀 가운데 3째 아들로 태어났다. 그 후 그의 부모가 이사하여 뉴욕주 맨체스터에서 살게 되었다.
그의 나이 14살이 되었을 때, 그 지방에서 일어난 열렬한 종교 부흥운동에 의한 심각한 종파적 분쟁으로 인해 고민하다가 어느 교회에 가입해야 할지를 알기 위해 마을에 있는 숲속에 들어가 기도하던 중에 찬란한 빛기둥이 하늘에서 내려오고 그 가운데 나타나신 하나님과 예수 그리스도가 공중에 서 계시는 모습을 시현으로 보았고 말씀을 들었는데, 이를 첫 번째 시현이라고 하며 1820년 이른 봄에 있었다.
그는 이 시현을 통해 하나님과 예수 그리스도께서 오늘날에도 살아계신다는 진리를 명백히 알게 되었고, 당시 어느 교회도 참된 하나님의 교리를 가르치고 있지 않았고, 참된 하나님의 교회를 회복할 선지자 역할을 하게 될 것이라고 하나님으로부터 임무를 받았다.
그 뒤 그는 사람들에게 나타나서 1823년 9월 22일 모로나이라는 천사의 계시와 가르침으로 인근의 구모라 언덕에서 지금 몰몬경의 원본인 금판을 발견했다. 그는 1827년 9월 22일 그 금판을 모로나이 천사로부터 인계받아 이를 우림과 둠밈을 사용하여 하나님의 권능과 은사로 번역하였다고 설명하였는데, 이를 받아 적은 여러 서기 중에 전직 교사였던 올리버 카우드리가 가장 많은 몰몬경 기록을 수행하였다. 번역이 끝난 후 금판의 목격자 3명과 다른 목격자 8명이 증인으로 부름받아 이를 보고 만져보아 증언하였고 일생 동안 이를 고수하였다.
1829년 5월 15일 몰몬경 번역 도중에 영광스런 부활체의 침례 요한이 하늘로부터 빛 가운데 방문하여 조셉 스미스와 올리버 카우드리에게 하나님의 이름으로 사람의 구원을 위한 복음의식을 합당하게 행할 수 있는 권세와 권능으로서 소신권이라고도 하는 아론 신권을 부여하였다.
얼마 후에는 초대 교회의 베드로, 야고보, 요한이 하늘로부터 그들에게 나타나 대신권이라고도 하는 멜기세덱 신권을 안수, 성임받았다.
1830년 3월 27일 신사이고 농장주였던 마틴 해리스가 농장을 저당잡힌 3,000불의 재정 담보로 몰몬경 초판 5,000부가 출판되었고. 낱권씩의 판매로 출판 수익은 발생되지 않았기 때문에 그 담보에 대해서는 해리스가 손실을 감당하게 되었다.
조셉 스미스는 아버지의 농장에서 생계를 위해 일하며 성장하였고 정규학교 교육은 불과 몇 개월 밖에 받지 못하여서 몰몬경 번역 당시에는 겨우 읽고 쓸 수 있는 정도의 학력이었다. 금판에 쓰여진 언어들은 그 당시 언어학자들에 의해서 고대 이집트어와 변형된 히브리어 등으로 증명되었고, 또 몰몬경 본문에도 그들이 어떤 언어로 기록했는지 기록하였다. 또한 조셉 스미스는 초등 교육을 겨우 받은 사람으로 그런 고대 언어를 번역할 능력은 전혀 없었지만 하나님의 은사로 번역할 수 있었다. 몰몬경 본문 참조
1830년 4월 6일 예수 그리스도 후기성도 교회를 설립하였는데, 그를 중심으로 6명이 설립 등기인으로 참여하였으며 그들은 전원이 기성 교단에 가입된 적이 없었던 사람들이었다.
활발한 선교 사업으로 교회가 성장하자 일부다처제라는 교리와 종교적 오해, 주변의 정치적 배타주의 때문에 경계와 핍박이 증대되었으며, 박해를 피해 오하이오 주, 미주리 주, 일리노이 주로 교회 본부를 옮겨다녔다. 1844년 2월에는 러닝 메이트 시드니 리그돈(Sidney Rigdon)과 함께 미국 대통령 후보로 출마하기도 했다. 그러나 선거 기일이 다가오기 전에 순교하였다.
Nauvoo Expositor 신문이 창간호에서 후기성도 교회에 극렬히 반대하는 기사를 쓰자 나부(Nauvoo)시의 시장이었던 스미스는 언론사의 폐쇄를 직권으로 명령했다. 그런데 집행 중에 인쇄기계가 파손되었으며 이에 대한 언론사 측의 고소로 스미스는 카테지(Carthage) 감옥에 수감되었다가 보석으로 석방되었으나, 다시 이와 무관한 반역죄의 죄목으로 재고소한 박해자들에 의해 재판받기 위해 감옥에서 대기하였다.
이러한 와중에 그는 자신의 신상 보호를 위해서는 도중에 그곳에서 피신하여야 한다는 계시를 받고서, 미주리주 강을 건너 피신하는 중에 그의 백성들이 그로 인해 핍박받는다는 소식을 아내 엠마 스미스로부터 전갈을 받고, 자신이 돌아가면 죽으리라는 것을 알고 있었으면서도 "형제들을 위해 죽겠노라"고 하면서, "나는 도살장으로 끌려가는 소와 같으나 내 마음은 여름 아침처럼 고요하도다. 사람들은 나를 잔인한 자들의 손에 죽임을 당하였다 하겠으나, 나는 하나님 앞에서나 사람에게 죄를 짓지 아니하였도다"(교리와 성약 135편)라는 유언을 남기고 감옥으로 다시 들어갔다.
그는 이 사건 이외에도 핍박하는 적대자들로부터 수시로 무고를 당하여 일생동안 약 40여 차례 기소되었었으나 그때마다 무혐의로 풀려나기를 반복하여 왔었다.
1844년 6월 27일 재판을 기다리던 조셉 스미스와 그 일행 앞으로 얼굴에 타르를 바른 200명 가량의 무장폭도들이 들이닥쳐 총격을 가하여 그는 그의 형 하이람 스미스와 함께 사망하였고, 동료 존 테일러는 총탄 4발을 맞았으나 후에 회복되었으며, 윌리암 리차즈는 다치지 않고 피신하여 그 현장의 증인이 되었다.
존 테일러는 이때 자신과 피를 섞으며 작고한 스미스를 가리켜, "이 지상에서 예수 그리스도를 제외하고 하나님의 왕국의 사업을 위해 가장 많은 일을 수행한 위대한 하나님의 선지자였다"고 선언하였다.
스미스 순교후 급작스러운 승계위기가 발생되어 교회의 임시 총회가 개최되었고, 사도들 중에 첫번째 선임 사도였던 초대 교회 회장 조셉 스미스에 이어 두번째 선임 사도로서 십이사도 정원회장이었던 브리검 영이 만장일치로 교회의 지도자로 지지받았다. 이후 3년간 십이사도 정원회장으로서 교회를 인도하다가 브리검 영이 새로운 교회 제일회장단의 회장, 즉 선지자로서 지지받고 제 2대 교회 회장이 되었다. 교회의 최고 지도부는 십이사도 중 선임된지 가장 오래된 첫번째 사도가 제일회장단(3인)의 회장으로서 역할을 하고, 두번째 오래된 사도가 십이사도정원회 회장으로 봉사한다.